# Бэйкой
Бэйко́й (рум. Băicoi) — город на юге центральной части Румынии, в жудеце Прахова, на территории исторической области Валахия.
Бэйкой расположен вблизи предгорьев Карпат, примерно в 20 км к северо-западу от города Плоешти и в 16 км к юго-востоку от города Кымпина. Высота города над уровнем моря составляет 283 м. Город лежит к востоку от автомобильной дороги, соединяющей Плоешти и Брашов.
Население города по данным переписи 2011 года составляет 17 981 человек. По данным переписи 2002 года оно насчитывало 20 020 человек. 99,3 % населения составляют румыны и 0,6 % — цыгане.